# Manoir de Lesmoal
Le manoir de Lesmoal est situé à Plounérin en France.

## Localisation
Le manoir est situé sur la  commune de Plounérin, à flanc de colline entre 190 et 200 m d´altitude, dans le département des Côtes-d'Armor, dans la région Bretagne. À l´origine, l´accès au manoir se faisait à l´ouest depuis le chemin de la Clarté à Guerlesquin par une allée longue de 120 m. Depuis 1998, une autre allée a été créée au sud.

## Description
Le logis du manoir est distribué au rez-de-chaussée en cuisine, salle et salon, au-dessus trois chambres et trois greniers sous couverture d'ardoises est desservi par un escalier à vis hors-œuvre sur l'élévation postérieure ; il possède, ce qui est assez remarquable, une fontaine à l'intérieur de la salle. La grange est un vestige de l'activité ancienne de traitement du lin. Le colombier dont la porte est surmontée des armoiries de Lesmoal est d'une construction particulièrement soignée et l'un des plus beaux du Trégor.

## Historique
Le manoir est construit au XVIe siècle par Maurice Meur et Julienne de Quélen, son épouse. À la Révolution, le manoir et la métairie de Lesmoal furent vendus comme biens nationaux.
Il est inscrit partiellement au titre des monuments historiques par arrêté du 4 février 1997.

## Protection
Éléments protégés : le logis et la grange à lin ; les façades et toitures des bâtiments annexes du manoir.  

## Galerie

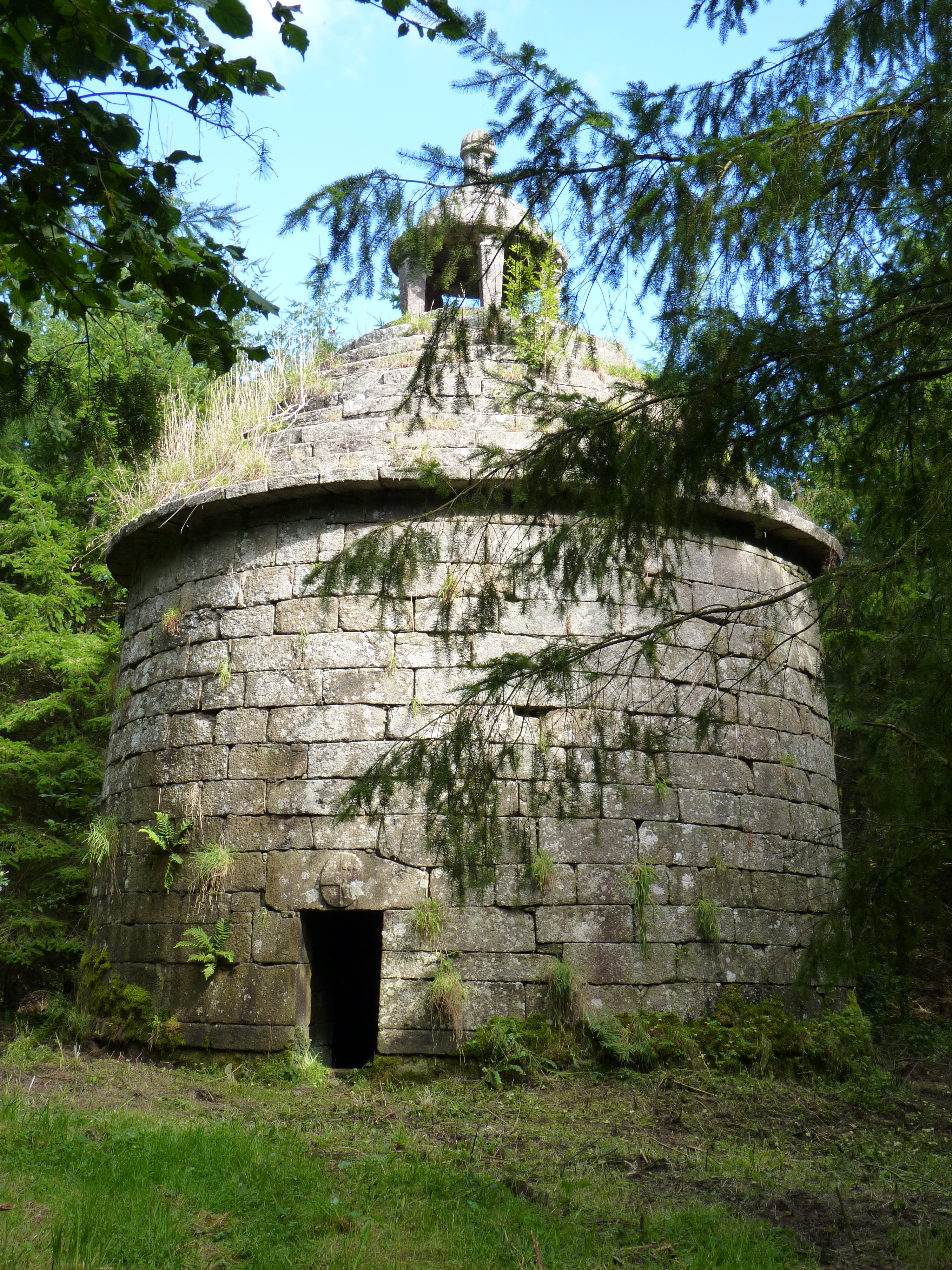
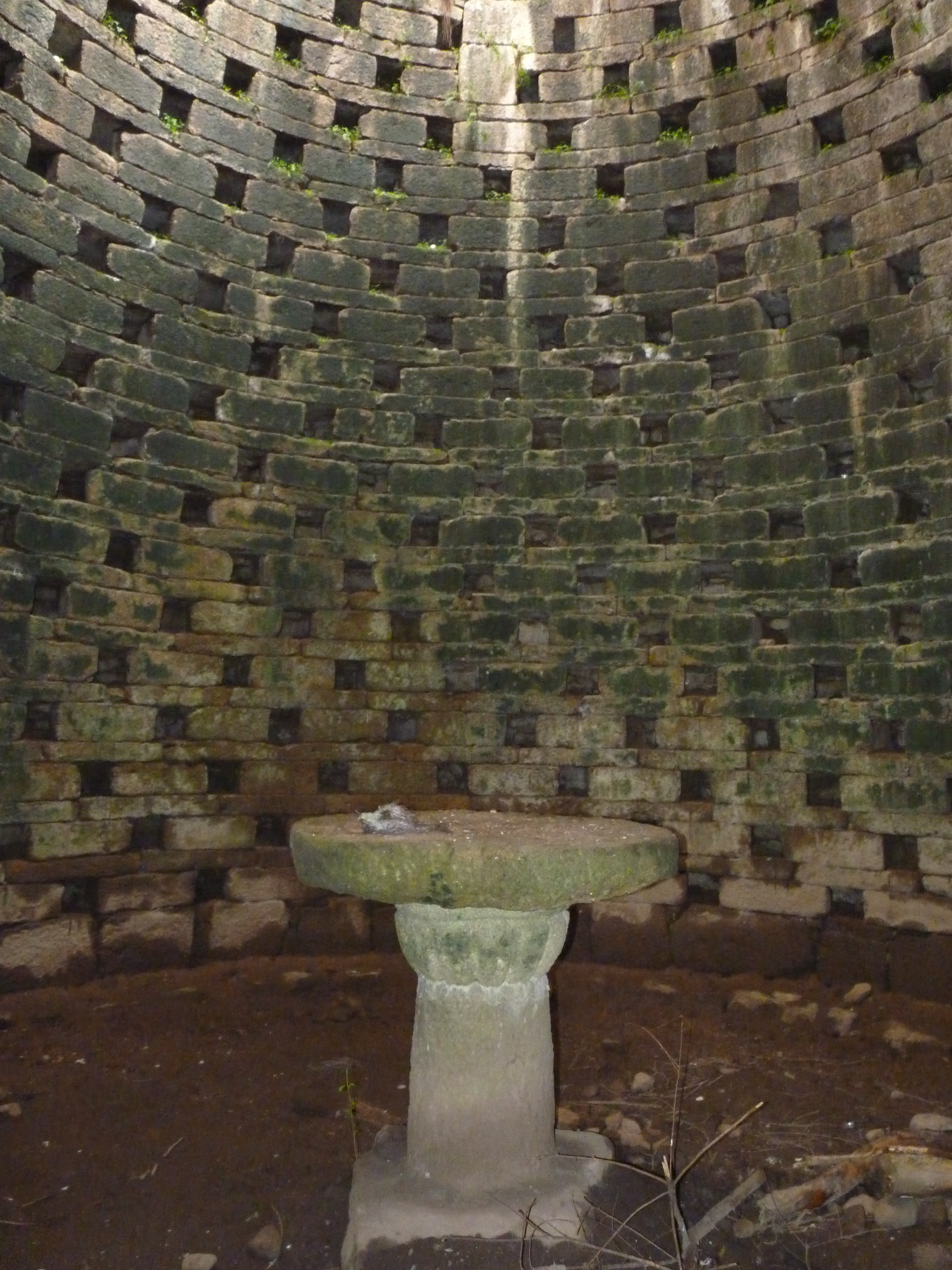